# Gran Premio de los Países Bajos de Motociclismo de 1997
El Gran Premio de los Países Bajos de Motociclismo de 1997 fue la séptima prueba del Campeonato del Mundo de Motociclismo de 1997. Tuvo lugar en el fin de semana del 26 al 28 de junio de 1997 en el Circuito de Assen, situado en la ciudad de Assen, Países Bajos. La carrera de 500cc fue ganada por Mick Doohan, seguido de Carlos Checa y Doriano Romboni. Tetsuya Harada ganó la prueba de 250cc, por delante de Ralf Waldmann y Loris Capirossi. La carrera de 125cc fue ganada por Valentino Rossi, Tomomi Manako fue segundo y Kazuto Sakata tercero.

## Resultados 500cc
| Pos. | N.º | Piloto              | Constructor | Vueltas | Tiempo    | Parrilla | Pts. |
| ---- | --- | ------------------- | ----------- | ------- | --------- | -------- | ---- |
| 1    | 1   | Mick Doohan         | Honda       | 20      | 43:37.954 | 1        | 25   |
| 2    | 8   | Carlos Checa        | Honda       | 20      | +10.560   | 3        | 20   |
| 3    | 19  | Doriano Romboni     | Aprilia     | 20      | +18.282   | 2        | 16   |
| 4    | 18  | Nobuatsu Aoki       | Honda       | 20      | +24.048   | 7        | 13   |
| 5    | 9   | Alberto Puig        | Honda       | 20      | +28.105   | 16       | 11   |
| 6    | 4   | Alex Barros         | Honda       | 20      | +38.219   | 6        | 10   |
| 7    | 6   | Daryl Beattie       | Suzuki      | 20      | +43.217   | 12       | 9    |
| 8    | 10  | Kenny Roberts Jr    | Modenas KR3 | 20      | +47.525   | 22       | 8    |
| 9    | 16  | Jürgen Fuchs        | ELF 500     | 20      | +48.724   | 10       | 7    |
| 10   | 5   | Norifumi Abe        | Yamaha      | 20      | +49.574   | 17       | 6    |
| 11   | 13  | Bernard Garcia      | Honda       | 20      | +1:04.431 | 21       | 5    |
| 12   | 7   | Tadayuki Okada      | Honda       | 20      | +1:05.807 | 5        | 4    |
| 13   | 23  | Anthony Gobert      | Suzuki      | 20      | +1:08.853 | 13       | 3    |
| 14   | 11  | Troy Corser         | Yamaha      | 20      | +1:09.565 | 14       | 2    |
| 15   | 14  | Juan Borja          | ELF 500     | 20      | +1:53.073 | 11       | 1    |
| 16   | 25  | Laurent Naveau      | ROC Yamaha  | 19      | +1 Vuelta | 24       |      |
| 17   | 15  | Frédéric Protat     | Honda       | 19      | +1 Vuelta | 25       |      |
| 18   | 17  | Lucio Pedercini     | ROC Yamaha  | 19      | +1 Vuelta | 23       |      |
| 19   | 20  | Sete Gibernau       | Yamaha      | 19      | +1 Vuelta | 20       |      |
| Ret  | 24  | Takuma Aoki         | Honda       | 11      |           | 15       |      |
| Ret  | 12  | Jean-Michel Bayle   | Modenas KR3 | 9       |           | 18       |      |
| Ret  | 3   | Luca Cadalora       | Yamaha      | 7       |           | 9        |      |
| Ret  | 21  | Jurgen vd Goorbergh | Honda       | 2       |           | 4        |      |
| DNS  | 22  | Kirk McCarthy       | ROC Yamaha  |         |           | 19       |      |
| DNS  | 2   | Àlex Crivillé       | Honda       |         |           | 8        |      |

- Pole Position: Mick Doohan, 2:02.512
- Vuelta Rápida: Carlos Checa, 2:03.363

## Resultados 250cc
| Pos. | N.º | Piloto               | Constructor | Vueltas | Tiempo    | Parrilla | Pts. |
| ---- | --- | -------------------- | ----------- | ------- | --------- | -------- | ---- |
| 1    | 31  | Tetsuya Harada       | Aprilia     | 18      | 38:09.016 | 4        | 25   |
| 2    | 2   | Ralf Waldmann        | Honda       | 18      | +0.238    | 3        | 20   |
| 3    | 65  | Loris Capirossi      | Aprilia     | 18      | +12.506   | 2        | 16   |
| 4    | 5   | Tohru Ukawa          | Honda       | 18      | +30.663   | 7        | 13   |
| 5    | 15  | Stefano Perugini     | Aprilia     | 18      | +31.576   | 5        | 11   |
| 6    | 12  | Takeshi Tsujimura    | TSR-Honda   | 18      | +35.742   | 8        | 10   |
| 7    | 16  | William Costes       | Honda       | 18      | +56.803   | 16       | 9    |
| 8    | 18  | Osamu Miyazaki       | Yamaha      | 18      | +56.962   | 13       | 8    |
| 9    | 11  | Jeremy McWilliams    | Honda       | 18      | +57.360   | 11       | 7    |
| 10   | 6   | Luis d'Antin         | Yamaha      | 18      | +1:07.463 | 12       | 6    |
| 11   | 21  | Franco Battaini      | Yamaha      | 18      | +1:18.287 | 18       | 5    |
| 12   | 25  | Oliver Petrucciani   | Aprilia     | 18      | +1:20.436 | 20       | 4    |
| 13   | 8   | Cristiano Migliorati | Honda       | 18      | +1:20.744 | 14       | 3    |
| 14   | 73  | Maurice Bolwerk      | Honda       | 18      | +2:13.335 | 25       | 2    |
| 15   | 28  | Eustaquio Gavira     | Aprilia     | 18      | +2:23.965 | 23       | 1    |
| 16   | 74  | Gerard Rike          | Honda       | 17      | +1 Vuelta | 27       |      |
| 17   | 77  | Jaap Hoogeveen       | Yamaha      | 17      | +1 Vuelta | 29       |      |
| 18   | 76  | Henk van de Lagemaat | Honda       | 17      | +1 Vuelta | 28       |      |
| 19   | 78  | Gert Pieper          | Honda       | 17      | +1 Vuelta | 31       |      |
| Ret  | 20  | Noriyasu Numata      | Suzuki      | 16      |           | 10       |      |
| Ret  | 26  | Emilio Alzamora      | Honda       | 8       |           | 22       |      |
| Ret  | 27  | Sebastián Porto      | Aprilia     | 6       |           | 24       |      |
| Ret  | 17  | José Luis Cardoso    | Yamaha      | 5       |           | 15       |      |
| Ret  | 29  | Idalio Gavira        | Aprilia     | 5       |           | 26       |      |
| Ret  | 10  | Luca Boscoscuro      | Honda       | 3       |           | 17       |      |
| Ret  | 99  | Giuseppe Fiorillo    | Aprilia     | 3       |           | 21       |      |
| Ret  | 19  | Olivier Jacque       | Honda       | 2       |           | 1        |      |
| Ret  | 14  | Jamie Robinson       | Suzuki      | 2       |           | 19       |      |
| Ret  | 7   | Haruchika Aoki       | Honda       | 2       |           | 9        |      |
| Ret  | 75  | Andre Romein         | Honda       | 1       |           | 30       |      |
| DSQ  | 1   | Max Biaggi           | Honda       | 6       |           | 6        |      |

- Pole Position: Olivier Jacque, 2:05.190
- Vuelta Rápida: Olivier Jacque, 2:06.047

## Resultados 125cc
| Pos. | N.º | Piloto             | Constructor | Vueltas | Tiempo    | Parrilla | Pts. |
| ---- | --- | ------------------ | ----------- | ------- | --------- | -------- | ---- |
| 1    | 46  | Valentino Rossi    | Aprilia     | 17      | 38:50.246 | 1        | 25   |
| 2    | 3   | Tomomi Manako      | Honda       | 17      | +0.100    | 12       | 20   |
| 3    | 8   | Kazuto Sakata      | Aprilia     | 17      | +0.284    | 2        | 16   |
| 4    | 7   | Noboru Ueda        | Honda       | 17      | +0.512    | 4        | 13   |
| 5    | 41  | Youichi Ui         | Yamaha      | 17      | +0.871    | 8        | 11   |
| 6    | 5   | Jorge Martínez     | Aprilia     | 17      | +1.568    | 11       | 10   |
| 7    | 2   | Masaki Tokudome    | Aprilia     | 17      | +1.596    | 6        | 9    |
| 8    | 15  | Roberto Locatelli  | Honda       | 17      | +1.636    | 7        | 8    |
| 9    | 19  | Frédéric Petit     | Honda       | 17      | +26.348   | 15       | 7    |
| 10   | 20  | Masao Azuma        | Honda       | 17      | +30.715   | 18       | 6    |
| 11   | 39  | Jaroslav Huleš     | Honda       | 17      | +30.819   | 13       | 5    |
| 12   | 33  | Manfred Geissler   | Honda       | 17      | +39.769   | 17       | 4    |
| 13   | 21  | Gianluigi Scalvini | Honda       | 17      | +39.042   | 10       | 3    |
| 14   | 17  | Enrique Maturana   | Yamaha      | 17      | +39.347   | 16       | 2    |
| 15   | 26  | Ivan Goi           | Aprilia     | 17      | +46.464   | 25       | 1    |
| 16   | 29  | Ángel Nieto Jr     | Aprilia     | 17      | +1:11.667 | 23       |      |
| 17   | 22  | Steve Jenkner      | Aprilia     | 17      | +1:37.799 | 28       |      |
| 18   | 73  | Rob Filart         | Honda       | 17      | +1:38.070 | 27       |      |
| 19   | 75  | Hans Koopman       | Honda       | 17      | +2:10.164 | 26       |      |
| Ret  | 88  | Peter Öttl         | Aprilia     | 13      |           | 19       |      |
| Ret  | 74  | Jarno Janssen      | Honda       | 13      |           | 22       |      |
| Ret  | 72  | Garry McCoy        | Aprilia     | 11      |           | 3        |      |
| Ret  | 24  | Gino Borsoi        | Yamaha      | 6       |           | 20       |      |
| Ret  | 25  | Josep Sardá        | Honda       | 6       |           | 24       |      |
| Ret  | 79  | Arno Visscher      | Aprilia     | 5       |           | 29       |      |
| Ret  | 32  | Mirko Giansanti    | Honda       | 5       |           | 14       |      |
| Ret  | 12  | Dirk Raudies       | Honda       | 3       |           | 21       |      |
| Ret  | 62  | Yoshiaki Katoh     | Yamaha      | 2       |           | 5        |      |
| Ret  | 10  | Lucio Cecchinello  | Honda       | 0       |           | 9        |      |
| DNQ  | 76  | Tom Bleys          | Honda       |         |           |          |      |

- Pole Position: Valentino Rossi, 2:15.085
- Vuelta Rápida: Tomomi Manako, 2:15.049